# شبكة جراحية

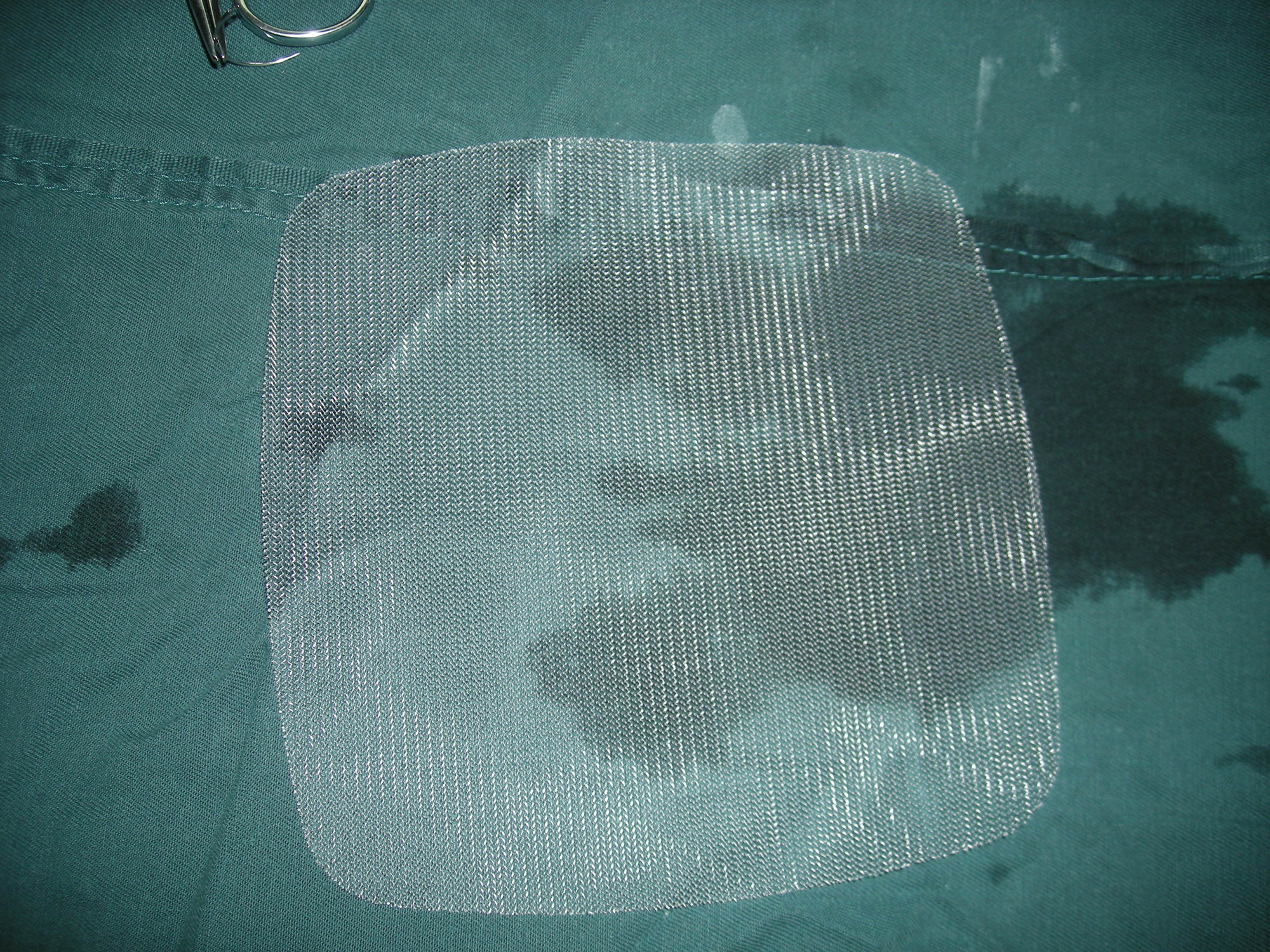
شبكة جراحية مصنوعة من البولي برولين تستخدم في عملية فتق أربي

الشبكة الجراحية (بالإنجليزية:Surgical mesh) هي عبارة عن رقيقة منسوجة بشكل رخو وهي تستخدم إما كداعم دائم أو مؤقت للأعضاء والأنسجة الأخرى أثناء الجراحة. الشبكة الجراحية مصنوعة من مواد غير عضوية وأيضا مواد بيولوجية وتستخدم في مجموعة متنوعة من العمليات الجراحية. على الرغم من أن جراحة إصلاح الفتق هي التطبيق الأكثر شيوعًا، إلا أنها يمكن أن تستخدم أيضًا في أعمال ترميمية، مثل هبوط الأعضاء في الحوض.
تبقى الشبكات الدائمة في الجسم، في حين أن الشبكات المؤقتة تتحلل مع مرور الوقت. على سبيل المثال، في عام 2012 أظهر اختبار شبكة «تيجر ماتركس» (TIGR® Matrix) أنها تذوب بشكل كامل بعد ثلاث سنوات في تجربة علمية على الأغنام. تجمع بعض أنواع الشبكات بين كونها دائمة ومؤقتة مثل «فيبرو»، والتي تحتوي على كل من الفيبرايل القابل للامتصاص، والمصنوع من حمض البوليجلايكوليك، و "البرولين"، وهو بولي بروبيلين غير قابل للامتصاص.
البيانات حول السلوك الميكانيكي والحيوي للشبكات في الجسم الحي قد لا تكون متوافقة دائمًا داخل جسم الإنسان حيث يتم اختبارها في كائنات حية أخرى. معظم التقارير المنشورة أجرت تجاربها على الفئران، وهو ما خلق اشتباه احتمالية الاختلاف عند إدخالها في جسم الإنسان. أيضا، معظم تقارير الأبحاث المنشورة يتم حاليا إزالتها من سوق الأجهزة الطبية بسبب مضاعفات ما بعد الجراحة. بالإضافة إلى ذلك، يؤدي غياب البروتوكولات التنظيمية المعتمدة من قِبل إدارة الغذاء والدواء وإجراءات الجراحة القياسية العالمية إلى مجموعة متنوعة من طرق الاختبار المختلفة من باحث إلى آخر. قد يجد التجريب نتائج مختلفة بالنسبة لبعض الشبكات.

## الاستخدامات الطبية
تكمن الوظيفة الأساسية للشبكة الجراحية في دعم الأعضاء المتدلية إما بشكل مؤقت أو دائم. الاستخدام الأكثر شيوعًا لها في جراحة الفتق داخل البطن، والتي تكون مطلوبة عندما يبرز عضو من خلال عضلات البطن. قد تستخدم الشبكة الجراحية أيضا لإعادة بناء الحوض أو جدار المهبل في النساء ويتم غرسها كإضافة لتوجيه نمو الأنسجة التالفة. لكي تتصف بالمثالية، يجب أن تكون هذه الغرسات قوية بما يكفي لتحتمل الضغوط الميكانيكية وحركة المنطقة من الجسم ـ أيًا كانت ـ التي أصبحت الشبكة جزءا منها.

### جراحة الفتق
جراحة الفتق هي إحدى التطبيقات الحالية الأكثر شيوعا لاستخدام الشبكة الجراحية. تحدث الفتوق عندما تخرج الأعضاء أو الأنسجة الدهنية من خلال الفتحات أو مناطق ضعيفة في العضلات، عادة في جدار البطن. يتم زرع الشبكة الجراحية لتعزيز إصلاح الأنسجة وتقليل معدل التكرار. يمكن إجراء الجراحة باستخدام المنظار (داخليًا) أو عن طريق الفتح مع استخدام مجموعة متنوعة من المواد المتاحة لعملية الترقيع. البولي بروبيلين أكثر أنواع الشبكات استخدامًا، على الرغم من أنه قد يكون غير مريح للمريض بعد عملية الزرع. يوجد نوع آخر أقل استخدامًا في جراحة الفتق هو البولي إيثيلين تيرفثالات، والذي يواجه بعض التعقيدات فيما يخص حقيقة كونه يضعق بسهولة بعد بضع سنوات من الزرع، ويبطل تأثيرات الجراحة. يُستخدم كذلك البولي تيترافلورإيثيلين، ولكن يتم تصنيعه على شكل رقائق معدنية ويواجه صعوبة في الاندماج في الأنسجة المحيطة، وبالتالي يفتقر إلى الثبات.

### جراحة الحوض
على شاكلة جراحة الفتق، يمكن استخدام الشبكات المُصنّعة لعلاج تدلي الأعضاء في منطقة الحوض أيضًا. يحدث تدلي الأعضاء في الحوض في 50 ٪ من النساء فوق سن الخمسين مع تاريخ من الولادة المهبلية مرة أو أكثر خلال فترة حياتها. يمكن إجراء جراحة زرع الشبكة في مناطق مختلفة بمنطقة الحوض، مثل القيلة المثانية والقيلة المستقيمية والقبو المهبلي أو الرحم. المادة المستخدمة بشكل أكثر شيوعا، كما هو الحال في جراحة الفتق، هي البولي بروبيلين، والتي تعتبر ذات توافقية حيوية مقبولة في هذه المنطقة. إنها تثيراستجابة التهابية خفيفة ولكن لديها قابلية للالتصاق بالأحشاء.
يحتوي جدار المهبل على ثلاث طبقات: الغشاء المخاطي الغليظي، والغلالة العضلية، والغلالة البرانية. عندما يحدث التدلي، تضعف الألياف الملساء للطبقة العضلية. لوحظ أن التدلي عند النساء يزيد من التيبس في الحوض، وخاصة لدى النساء بعد انقطاع الحيض. يجب أن تقاوم الشبكة الجراحية التي تُستخدم في إعادة بناء الحوض هذه الصلابة، ولكن إذا كان معامل المرونة مرتفعًا جدًا، فإنها لن تدعم الأعضاء بشكلٍ كافٍ. على النقيض من ذلك، إذا كانت الشبكة شديدة الصلابة، فسوف يتآكل النسيج وستسبب الاستجابات الالتهابية مضاعفات ما بعد الجراحة.
بالإضافة إلى ذلك، لدى الشبكة القوة الكافية لتحمل التحركات الأساسية وسلوك النسيج في الظروف الفسيولوجية، خاصة أثناء تجديد الأنسجة من خلال الشبكة نفسها. تتعرض هذه المنطقة لمجموعة متنوعة من الأحمال تتعلق بمحتويات البطن والضغط من عضلات البطن / الحجاب الحاجز، والأعضاء التناسلية، وكذلك حركات التنفس. بالنسبة للمرأة العادية، في سن الإنجاب، يجب على الحوض تحمل حمولة 20 نيوتن في وضع الاستلقاء، و 25-35 نيوتن في وضع الوقوف، و90-130 نيوتن عند السعال. يجب أن تكون أي شبكة مزروعة في منطقة الحوض قوية بما يكفي لتحمل هذه الأحمال.

### التوافقية الحيوية
زراعة الشبكة ستولد بشكل طبيعي استجابة مضادة للالتهاب للشبكة الدخيلة، لكن مدى توافقها البيولوجي يتراوح من مدى سهولة اندماجها إلى مدى شدة تفاعل الجسم الغريب. يتضمن الحد الأدنى من الاستجابة تكوين تليف حول الشبكة الصناعية (يشبه إلى حد كبير تكوين الأنسجة الندبية)؛ تنتج هذه الاستجابة مع أفضل شكل من أشكال للتوافقية الحيوية. تؤدي الاستجابة الجسدية إلى تفاعل التهابي حاد، والذي يتضمن تكوين خلايا عملاقة ومن ثم أورام حبيبية، مما يعني أن الأنسجة «تتقبل» وجود الشبكة بشكل جيد. وأخيرًا، تسمح الاستجابة الكيميائية بحدوث تفاعل التهابي حاد خلال محاولة الاندماج بين الشبكة والأنسجة، بما في ذلك تزايد الخلايا الليفية. في نهاية المطاف، فإن الهدف من عملية إنتاج الشبكة الجراحية هو صياغة شبكة لديها الحد الأدنى من التفاعل في الجسم الحي لزيادة راحة للمريض بأكبر قدر ممكن، وتجنب العدوى، وضمان الاندماج النظيف في الجسم من أجل إصلاح الأنسجة.
تساهم العديد من العوامل في التوافقية الحيوية للشبكة. المسامية الشبكية هي نسبة المسام إلى المساحة الكلية، وتلعب دورًا في تطور العدوى البكتيرية أو تجدد النسجة الملساء اعتمادًا على حجم المسام. أحجام المسام التي تقل عن 10 ميكرومتر تكون قابلة للعدوى لأن البكتيريا قد تدخل بها وتتكاثر، في حين أن الخلايا البلعمية والعدلات كبيرة جدًا بحيث لا يمكن دخولها إلى المسام ولا يمكنها المساعدة في القضاء على البكتيريا. أحجام المسام التي تتجاوز 75 ميكرومتر تسمح بمرور الخلايا الليفية والأوعية الدموية وألياف الكولاجين خلالها كجزء من تجديد الأنسجة. على الرغم من عدم وجود إجماع عام على أفضل حجم للمسام، إلا أنه يمكن استنتاج أن المسام الأكبر تكون أفضل لتطور الأنسجة والاندماج داخل الجسم الحي.
مع العلم أن المشكلة الحالية مع مجموعة متعددة من الشبكات المستخدمة في كل أنواع العمليات الجراحية هي أنها غير متوافقة حيويا بما فيه الكفاية. أثبت البولي برولين كونه فعال كشبكة لإصلاح الأعضاء المتدلية، ولكنه قد يسبب عدم ارتياح شديد للمريض بسبب معامل المرونة المرتفع. وهو ما يجعل الشبكة المزروعة صلبة وينتج استجابة التهابية أكثر وضوحًا، مما يعيق الاندماج داخل الجسم مع الأنسجة النامية. كما ذكر سابقا، البولي إيثيلين تريفثاليت يتحلل بسهولة في الجسم الحي وتمرالأنسجة بوقت شاق لتندمج البولي تيترافلورإيثيلين. لهذه الأسباب بدأ الباحثون يبحثون عن أنواع مختلفة من الشبكات الجراحية التي قد تكون مناسبة للبيئة الحيوية وتوفر راحة أفضل خلال تدعيمها للأعضاء المتهدلة.

## ثنائي فلوريد متعدد الفينيليدينشبكة غير تليفية
أحد الأنواع المعينة من الشبكات الذي يتم دراسته هو فلوريد البولي فينيل (PVDF)، أو الشبكة غير الليفية، والتي أكتُشف أنها أكثر مقاومة للتحلل المائي وعدم الاندماج، على عكس البولي تيترافلورإيثيلين، لا تزداد صلابتها مع العمر، وعلى عكس البولي برولين. تم اختبارها في كل من جراحات الفتق وجدار الحوض / المهبل ويتم إنتاجها عن طريق ترتيب الألياف طبقة فوق طبقة، بينما يتم تكوين البولي برولين بواسطة عملية شبيهة بالنسيج. وهذا يعطي الشبكة غير التليفية بنية ثقيلة الوزن ولكنها منخفضة المسامية، كما تضيف أيضًا مزيدًا من الصلابة وتحمُّل عالي للضغط عند مقارنتها بالبولي برولين. ويدعم ذلك قاعدة (HSP 70) - وهي مؤشر على الضغط الخلوي وحماية لتكوين الخلية في مقابل التلف، وهو أمر مفيد للشبكة الصناعية وتكوين الأنسجة - وهو ما تم رصده وملاحظة توفرة بشكل أكبر في شبكة الفلوريد بولي فينيل. أظهرت الملاحظات في المختبر على الشبكة غير الليفية أدلة على هجرة الخلايا والانتشار على جسم الشبكة. وقد لوحظ نمو الخلايا بنجاح في أشكال مغزلية طويلة وحدود واضحة.
من المزايا الكبيرة لاستخدام الشبكة غير التليفية أن بإمكانها حمل خلايا جذعية أكبر بكثير من شبكة البولي برولين التقليدية، والتي يمكنها أن تحسن العلاج المعتمد على الخلايا لتدلي الأعضاء في الحوض وإعادة النمو. ميزة أخرى مهمة لشبكة الفلوريد بولي فينيل هي تكوين الشعيرات الدموية بعد 12 أسبوعا، وهو أمر ضروري لالتئام الجروح. كلما كان تكوين الأوعية الدموية الجديدة أسرع، كلما أمكن إصلاح الأنسجة وإعادة نموها بشكل أسرع، مما يقلل من احتمالية المعاناة من التكشف أو لفظ الجسم للشبكة.
يجب أيضًا إجراء بعض التحسينات على شبكة الفلوريد بولي فينيل قبل استخدامها في الجراحات على البشر. على الرغم من أن معامل المرونة أعلى منه في البولي برولين، إلا أن التمدد الناتج تحت ضغط متساوي يكون أصغر بكثير، مما قد يسبب مضاعفات مثل ضمور النسيج وفقدان المتانة الميكانيكية. تحفز أيضا الشبكة غير الليفية في الوقت الحالي تفاعل الجسم الغريب بشكل أكبر والاستجابة الالتهابية، وهي عيوب بالنسبة لأغراض التفاعلية الحيوية للشبكة. لهذه الأسباب، لا تزال شبكة الفلوريد بولي فينيل قيد الدراسة والتجريب لعمليات زراعتها في الجسم.

## الحد من الاستجابة الالتهابية باستخدام الخلايا الجذعية الميزنكيمية
الاستجابات الالتهابية لزرع الشبكة تحفز تشكيل الأنسجة حول ألياف الشبكة وتكاثر الخلايا الليفية، والخلايا الحبيبية، والخلايا البلعمية، والتي تساعد جميعها في اندماج الشبكة. قد يؤدي الفشل في التعامل مع الاستجابات الالتهابية إلى ردود أفعال الجسم الغريب والتحوصل التام للشبكة المزروعة وهو ما يلغي أي غرض وظيفي كان من المفترض أن تخدمه الزراعة. من المعروف أن الخلايا الجذعية الميزنكيمية تقلل من الاستجابات الالتهابية التي عندما تقترن بشبكة جراحية، فمن الممكن أن تجعلها خارجة عن السيطرة ومن الصعب تطويعها. يمكن استخدام الخلايا الجزعبة الميزنكيمية مع الشبكات الجراحية كمنتج جاهز وتعزيز استقطاب الخلايا البلعمية في كلا من بيئتي داخل الجسم وفي المختبر. يمكن لذلك أن يشجع الاستجابة المضادة للالتهاب ويمكنه أن ينظم التفاعل الالتهابي المرتبط بزراعة الشبكة.